# Ленинский (Алтайский край)
Ленинский — посёлок в Троицком районе Алтайского края. Входит в состав Беловского сельсовета.

## История
Основан в 1923 г. В 1928 году хутор Лентроп состоял из 29 хозяйств, основное население — русские. В административном отношении входил в состав Южаковского сельсовета Больше-Реченского района Бийского округа Сибирского края.

## Население
| 1926 | 1997 | 1998 | 1999 | 2000 | 2001 |
| ---- | ---- | ---- | ---- | ---- | ---- |
| 142  | ↗249 | ↘220 | ↗300 | ↘285 | ↘205 |
| 2002 | 2003 | 2004 | 2005 | 2006 | 2007 |
| ↘195 | ↘170 | ↘155 | ↘150 | ↘130 | ↘125 |
| 2008 | 2009 | 2010 | 2011 | 2012 | 2013 |
| ↘119 | ↘116 | ↘105 | ↘102 | ↘93  | ↘89  |

Национальный состав
Согласно результатам переписи 2002 года, в национальной структуре населения русские составляли 94 %.